# نادي مونتكاتيني الرياضي
نادي مونتكاتيني الرياضي (بالإيطالية: Sporting Club 1949 Montecatini Terme)‏ كان فريق كرة سلة إيطالي تأسس في سنة 1979. نافس في ليغا باسكيت الدرجة الأولى من 1989 إلى 2001. تم حل الفريق في سنة 2014

## أبرز اللاعبين
من أبرز اللاعبين الذين لعبوا معه:
- تشارلز جونز
- كورسلي إدواردز
- كوري كار
- ماريو بوني